# Aviator-Nunatak
Der Aviator-Nunatak ist der nördlichste dreier großer Nunatakker im oberen Abschnitt des Liv-Gletschers im Königin-Maud-Gebirge. Er ragt 6,5 km östlich des Mount Wells auf.
Die Südgruppe der New Zealand Geological Survey Antarctic Expedition (1961–1962) benannten ihn nach den am Südpolflug des US-amerikanischen Polarforschers Richard Evelyn Byrd im Jahr 1929 beteiligten Flugzeugführern.